# Przełęcz nad Puste
Przełęcz nad Puste, Przełęcz nad Pustem, Jamina – położona na wysokości 1970 m przełęcz w słowackich Tatrach Zachodnich. Znajduje się w grani Barańców, pomiędzy Barańcem (2182 m) a Smrekiem (2072 m). Obszar przełęczy to trawiasta, wąska grań. Jej wschodnie zbocza wznoszą się ponad Doliną Jamnicką, zachodnie ponad Doliną Żarską. Spod przełęczy do Polany pod Pustem w Dolinie Jamnickiej opada Pusty Żleb (słow. Pusté) – jeden z największych w Tatrach żlebów lawinowych. Od nazwy tego żlebu pochodzi nazwa przełęczy. Zaraz ponad przełęczą, w zachodnich zboczach Smreka znajduje się rzadko w Tatrach spotykana forma ukształtowania powierzchni – rów zboczowy.

## Szlaki turystyczne
– żółty z Rohacza Płaczliwego przez Żarską Przełęcz i Smrek na Baraniec.
- Czas przejścia z Rohacza Płaczliwego na Żarską Przełęcz: 35 w obie strony
- Czas przejścia z Żarskiej Przełęczy na Smrek: 45 min, ↓ 30 min
- Czas przejścia ze Smreka na Baraniec: 45 min, ↓ 30 min

## Bibliografia

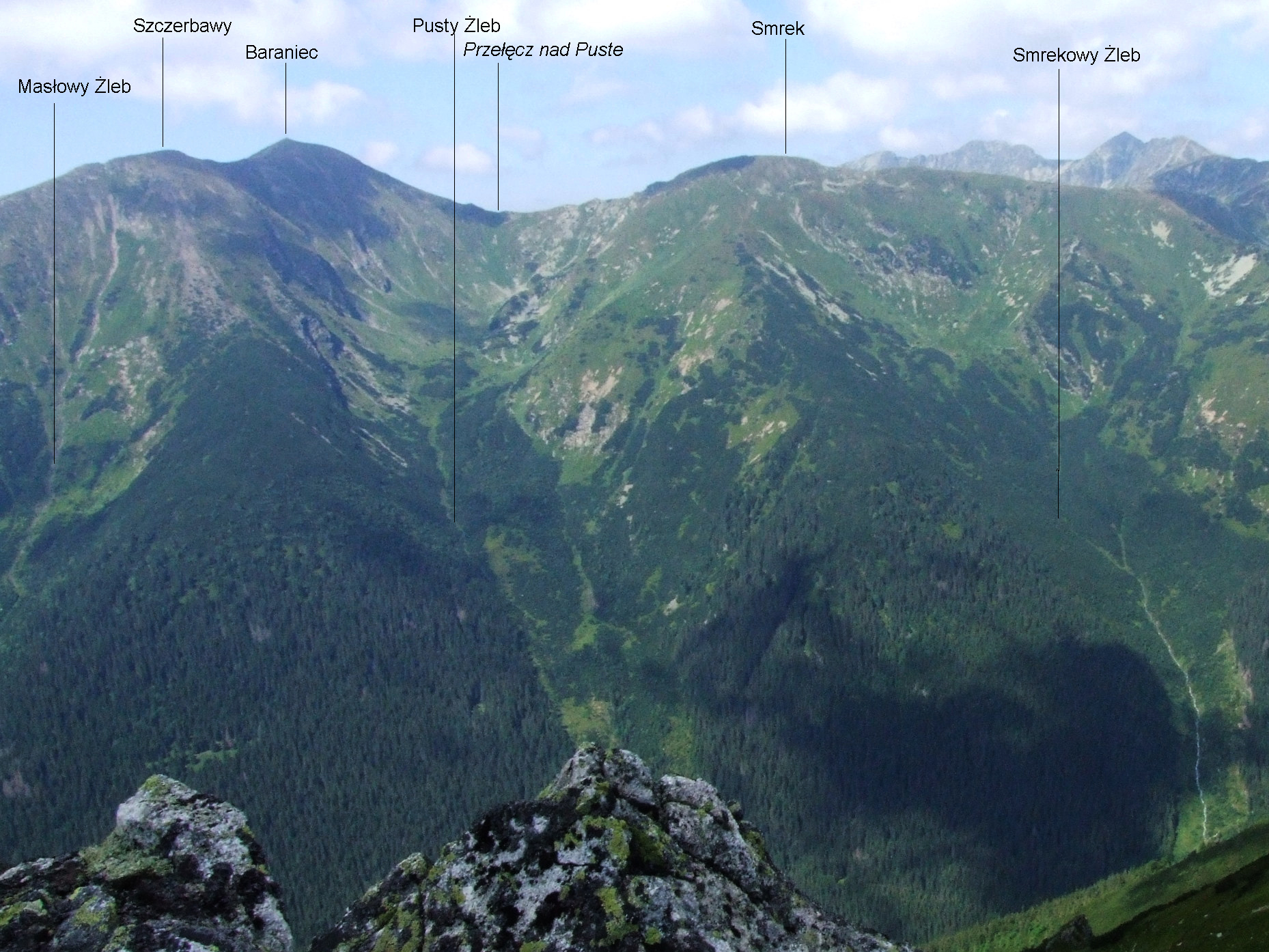
Widok z Otargańców